# بئر الأشهب
بئر الأشهب هي قرية تقع في أقصى شرق ليبيا وتبعد مسافة 74 كم شرق مدينة طبرق في وسط الطريق بينها وبين قرية البردية. وهناك طريق منها إلى الشمال يؤدي إلى زاوية جنزور.